# ゴラン・ヴラオヴィッチ
- ゴラン・ブラオヴィッチ
- ゴラン・ブラオビッチ

ゴラン・ヴラオヴィッチ（Goran Vlaović, 1972年8月7日 - ）は、クロアチア、ノヴァ・グラディシュカ出身の元同国代表サッカー選手。現役時のポジションはフォワード。

## クラブ経歴
ディナモ・ザグレブ時代に頭角を現し、1992-1993、1993-1994の2シーズン連続でクロアチアリーグ得点王となった。
1994-95シーズン、当時セリエAのパドヴァに移籍、初年度はリーグ戦5ゴールに終わったが、同年のジェノアとのセリエA残留プレーオフでは1得点を挙げ、PK戦でもPKを成功させて勝利、セリエA残留を果たした。移籍2年目の1995-1996シーズン、23試合の出場ながら13得点を挙げた。
翌年からの4シーズンをバレンシアで過ごした。1998-99シーズンのコパ・デル・レイ準決勝レアルマドリードとの第1戦で得点を挙げ、決勝に進出した。決勝でアトレチコ・マドリードを破って優勝、スーペルコパ・デ・エスパーニャも制した。しかしクラウディオ・ロペス、ミゲル・アンヘル・アングロ、アドリアン・イリエなどとのポジション争いで次第に出場機会を減らした。その後パナシナイコスFCで現役を終えた。パナシナイコス時代の2001年10月20日、パナハイキ1891戦で5ゴールを挙げたこともあった。

## 代表経歴
1992年のオーストラリア戦でクロアチア代表に選出され、1996年3月13日、韓国との親善試合では初ゴールを奪うと、最終的にハットトリックを達成した。同年のUEFA欧州選手権ではグループリーグのトルコ戦で途中出場からクロアチア代表チームの主要大会においての初得点を挙げるなど、ベスト8入り。
1998年のワールドカップ・フランス大会では全7試合に出場、準々決勝のドイツ戦で1得点を挙げ、3位決定戦でオランダを破ってチームは3位に入った。2002年のワールドカップ・日韓大会にも参加したが出場はしていない。同年8月21日、ウェールズ戦まで代表を務めた。

## 代表歴

### 出場大会
- クロアチア代表
  - 1996年 UEFA欧州選手権 (ベスト8)
  - 1998年 1998 FIFAワールドカップ (第3位)
  - 2002年 2022 FIFAワールドカップ (グループリーグ敗退)

### 試合数
- 国際Aマッチ 52試合 15得点（1992年-2002年）[6]

| クロアチア代表 | 国際Aマッチ | 国際Aマッチ |
| 年             | 出場        | 得点        |
| -------------- | ----------- | ----------- |
| 1992           | 3           | 0           |
| 1993           | 0           | 0           |
| 1994           | 1           | 0           |
| 1995           | 1           | 0           |
| 1996           | 12          | 8           |
| 1997           | 8           | 2           |
| 1998           | 10          | 2           |
| 1999           | 6           | 1           |
| 2000           | 0           | 0           |
| 2001           | 8           | 2           |
| 2002           | 3           | 0           |
| 通算           | 52          | 15          |

## タイトル
- クロアチアリーグ得点王 : 1992-93, 1993-94
- フルヴァツキ・ノゴメトニ・クプ得点王 : 1993
- UEFAインタートトカップ : 1998
- コパ・デル・レイ : 1998-99
- スーペルコパ・デ・エスパーニャ : 1999
- ギリシャ・スーパーリーグ : 2003-04
- ギリシャフットボールカップ : 2004